# 科学城駅 (成都市)
科学城駅 （かがくじょうえき、中国語:科学城站、英語:Science City Station）は、中華人民共和国四川省成都市天府新区にある成都地下鉄1号線の駅。

## 駅の概要
天府大道南段と科学城中路インターチェンジ地下に位置し、天府穴大通り南側に南北に配置され、2018年3月18日に開通した。成都の科学城に近いことから名付けられた。1号線の本線南区間の終点駅である。1号線の3期工事では、工事名「天府新駅」を使用していた。

## 駅構造

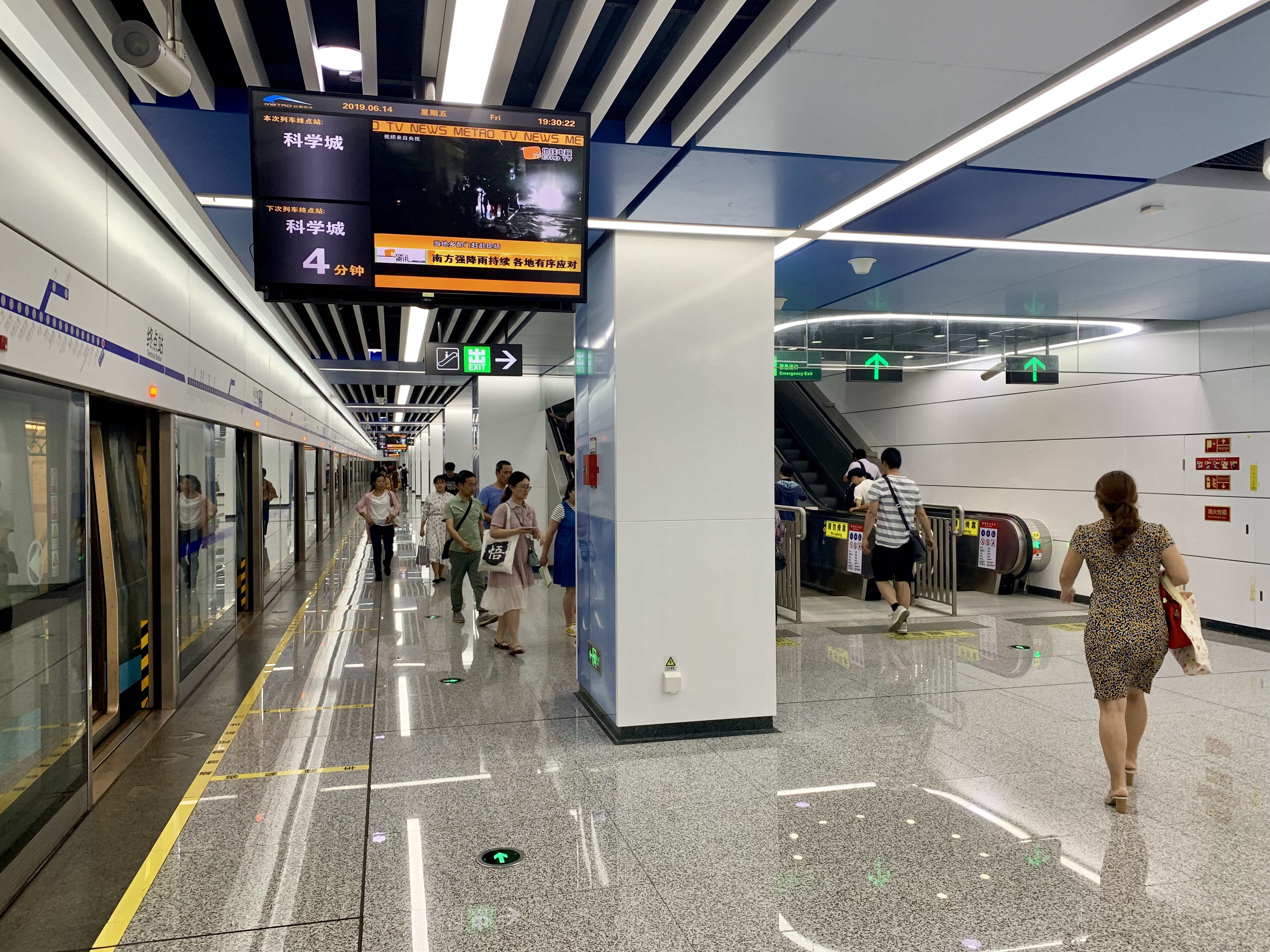
ホームに着く
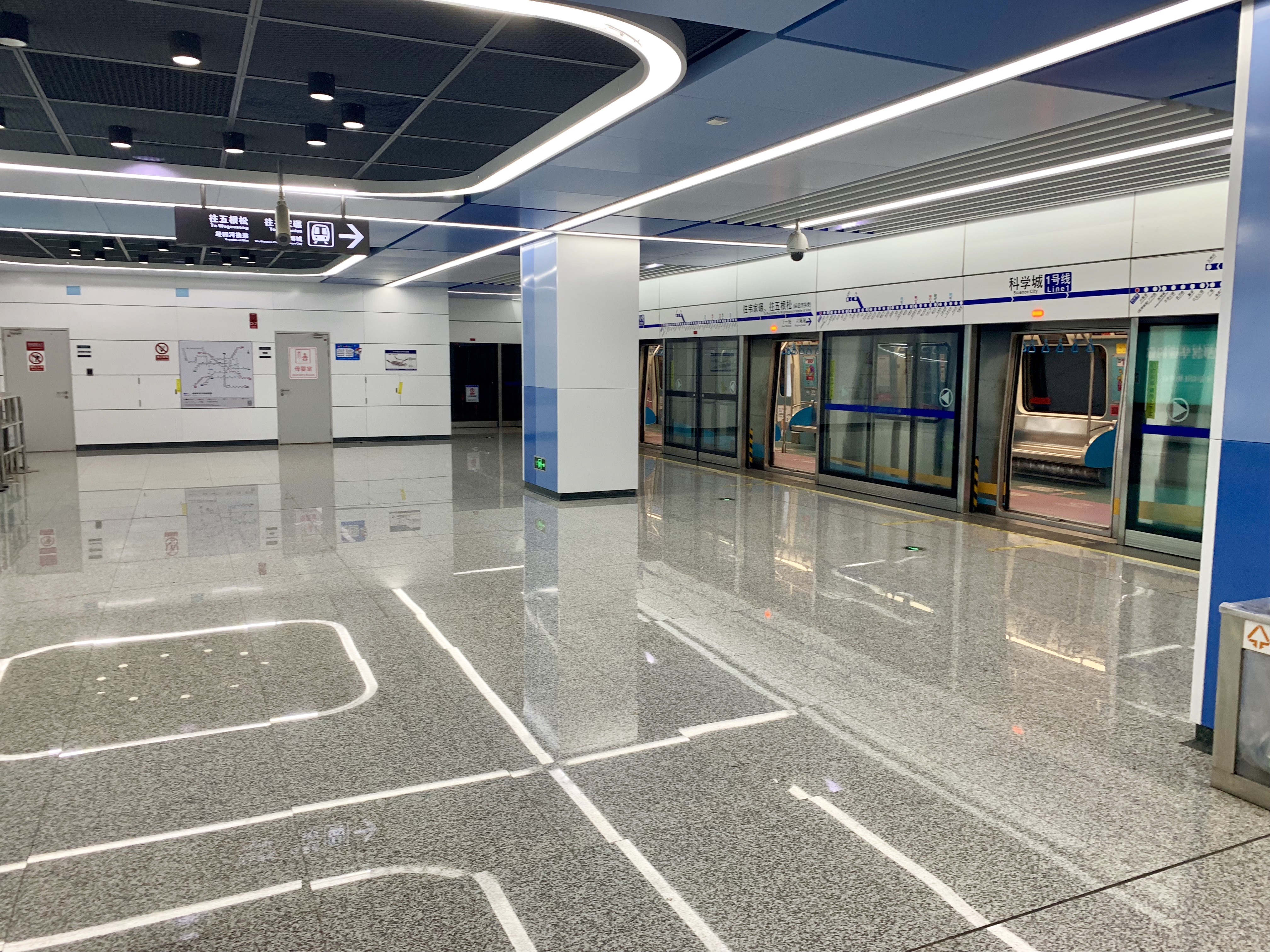
出発ホーム
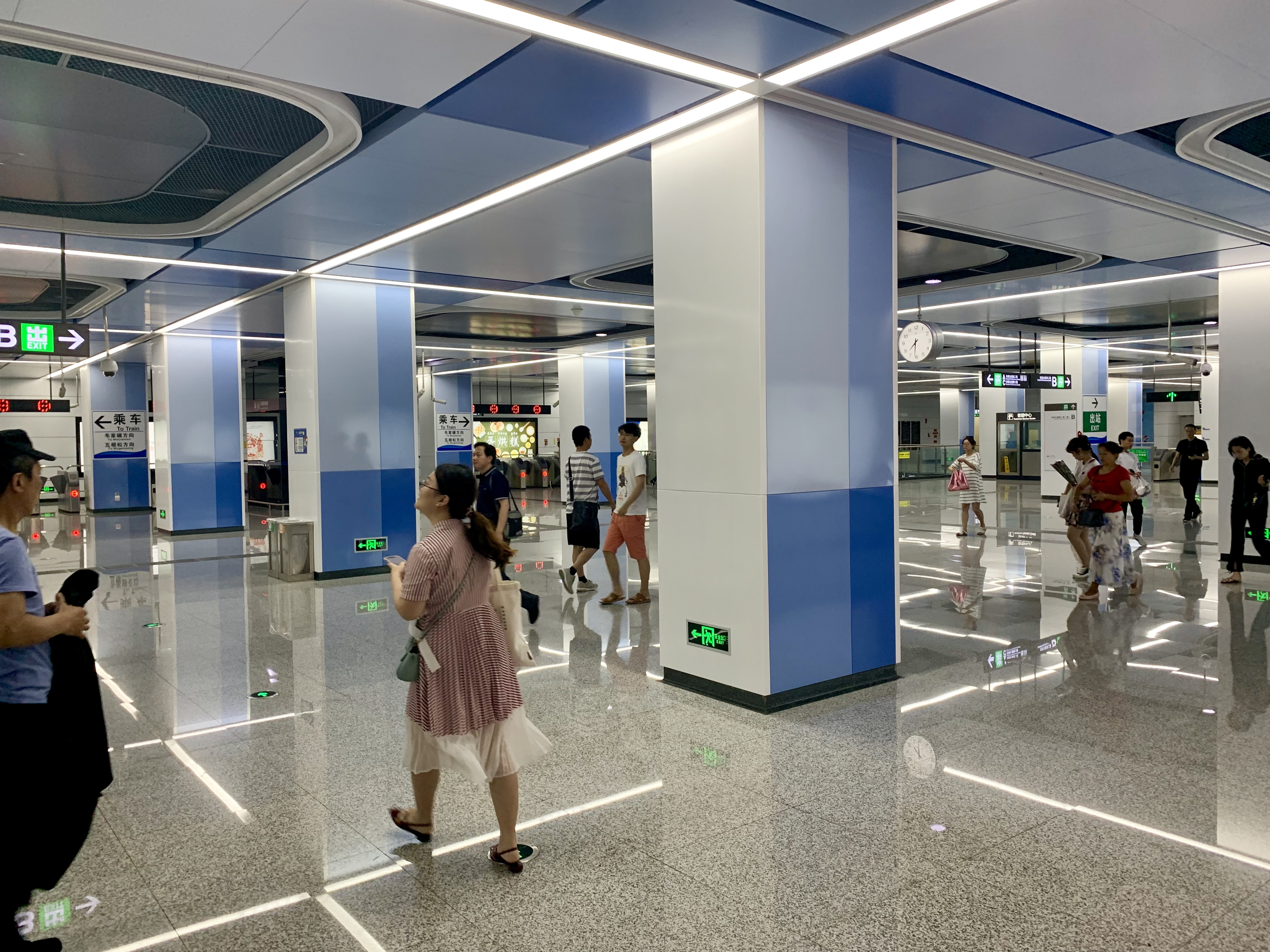
駅ホールフロア

地下2階建ての側面ホームで、全長200.35 m、幅28.3 m、総面積は10,630 m2で、このうち公共区間の面積は6,600 m2である。
| 地面     |                                | 出入り口                         |                                |
| 地下1階  | 駅ホールフロア                 | 保安検査場、自動販売機、駅内売店 |                                |
| 地下二階 | 相対式ホーム，右側のドアが開く | 相対式ホーム，右側のドアが開く   | 相対式ホーム，右側のドアが開く |
| 地下二階 | 韋家碾方面 (次の駅:興隆湖)     |                                  |                                |
| 地下二階 | 降車ホーム                     |                                  |                                |
| 地下二階 | 相対式ホーム，右側のドアが開く |                                  |                                |

## 内装とパブリックアート
本駅は1号線3期工事の4つの芸術重点駅のうちの1つ。当駅周辺は成都科学技術革新産学研集積区である。当駅は1号線の「一駅一景」のコンセプトを継承し、「革新科学技術創想未来」を出発点として、駅舎の内装は高反射砥石の材質を選んで、科学技術の雰囲気を体現する。つり天井にはアート作品の位置が予定されている。星空の光景を LEDライトアートでシミュレーションし、宇宙探査の科学精神を体現する。このサイトは、青色の有料エリアと白色の非有料エリアを異なるレベルの色で区別する。

## 出入口
当駅には現在4つの出入り口を有する。
|                             |      |              |          |
| 出口番号                    | 施設 | 場所         | 周辺     |
| 出口 · A · 1                |      | 天府大道南段 | 造成中   |
| 出口 · A · 2                |      | 天府大道南段 | 造成中   |
| 出口 · C                    |      | 天府大道南段 | 新金融谷 |
| 出口 · D                    |      | 天府大道南段 | 造成中   |
| 表注:エレベーター車椅子対応 |      |              |          |

## バスの乗り換え
T100路、 T101路など。

## 歴史
- 2018年3月18日 正式開業。

## 参考資料
1. ↑  “成都地铁1号线三期今日9点开通试运营” (中国語). 四川在线. (2018年3月18日) 2018年3月18日閲覧。
2. ↑  “成都地铁6号线30个站名公示 1号线天府新站拟更名为科学城站” (中国語). 新浪. (2016年8月24日) 2016年8月24日閲覧。
3. ↑  “1号线三期工程天府新站主体结构封顶” (中国語).   成都地铁建设 (2016年2月3日). 2016年2月3日閲覧。
4. ↑  “成都地铁1号线三期科学城地铁站顺利完成移交” (中国語). 中国交通在线. (2017年11月15日).  オリジナルの2018年3月20日時点におけるアーカイブ。 2017年11月15日閲覧。
5. ↑  “直通天府新区！成都地铁1号线三期车站今日亮相！” (中国語). 搜狐. (2018年3月13日) 2018年3月13日閲覧。